# هانز ديتريش غينشر
هانس ديتريش غينشر (بالألمانية: Hans-Dietrich Genscher) [21 أذار 1927 – 31 أذار 2016]
كان رجل دولة ألماني وعضو الحزب الليبرالي الديمقراطي الحر (FDP)، شغل منصب وزير الداخلية في ألمانيا الغربية 1969-1974، ومنصب وزير الشؤون الخارجية - ونائب مستشار ألمانيا الغربية ثم ألمانيا الموحدة 1974-1992 (باستثناء فترة انقطاع لمدة أسبوعين في عام 1982)، مما يجعل منه صاحب أطول مدة خدمة في كلا المنصبين. في عام 1991 كان رئيسا لمنظمة الأمن والتعاون في أوروبا (OSCE).
وحيث أنه من دعاة السياسة الواقعية، دعي غينشر باسم «سيد الدبلوماسية.» ويعتبر على نطاق واسع بأنه كان «مهندس إعادة توحيد ألمانيا» الرئيسي. وفي عام 1991 لعب دورا محوريا في تفكك يوغوسلافيا عن طريق الدفع بنجاح للاعتراف الدولي بكرواتيا وسلوفينيا والجمهوريات الأخرى لإعلان الاستقلال، في محاولة لوقف توجهات نحو «صربيا الكبرى». وبعد ترك منصبه، عمل كمحام ومستشار دولي. وكان رئيس المجلس الألماني للعلاقات الخارجية، وشارك مع العديد من المنظمات الدولية، ودعا مع الرئيس التشيكي السابق فاتسلاف هافل إلى متحف للحرب الباردة يبنى في برلين.

## روابط خارجية
- هانز ديتريش غينشر على موقع IMDb (الإنجليزية)
- هانز ديتريش غينشر على موقع الموسوعة البريطانية (الإنجليزية)
- هانز ديتريش غينشر على موقع مونزينجر (الألمانية)
- هانز ديتريش غينشر على موقع ميوزك برينز (الإنجليزية)
- هانز ديتريش غينشر على موقع قاعدة بيانات الأفلام السويدية (السويدية)
- هانز ديتريش غينشر على موقع إن إن دي بي (الإنجليزية)
- هانز ديتريش غينشر على موقع ديسكوغز (الإنجليزية)
- هانز ديتريش غينشر على موقع قاعدة بيانات الفيلم (الإنجليزية)
- هانز ديتريش غينشر على موقع كينوبويسك (الروسية)